# Trogon
A trogon a madarak osztályán belül a trogonalakúak (Trogoniformes) rendjébe és a trogonfélék (Trogonidae) családjába tartozó nem.

## Rendszerezés
A nemet Mathurin Jacques Brisson írta le 1760-ban, az alábbi fajok tartoznak ide:
- feketetorkú aranytrogon (Trogon rufus)
- elegáns trogon (Trogon elegans)
- Trogon mexicanus
- Trogon personatus
- hegyi trogon (Trogon collaris)
- Trogon clathratus
- Trogon massena
- fehérszemű trogon (Trogon comptus)
- feketefarkú trogon (Trogon melanurus)
- kormosfejű aranytrogon (Trogon melanocephalus)
- Trogon citreolus
- fehérfarkú trogon (Trogon viridis)
- Baird-trogon (Trogon bairdii)
- surucua trogon (Trogon surrucura)
- lilafejű aranytrogon (Trogon violaceus)
- Amazon-trogon (Trogon curucui)
- narancshasú trogon (Trogon aurantiiventris)
- Trogon puella[1] vagy Trogon collaris puella[2]
- Trogon mesurus[1] vagy Trogon melanurus mesurus[2]
- Trogon chionurus[1] vagy Trogon viridis chionurus[2]
- Trogon caligatus[1] vagy Trogon violaceus caligatus[2]
- Trogon ramonianus[1] vagy Trogon violaceus ramonianus[2]